# Paramanand Jha
Pour les articles homonymes, voir Jha.
Paramanand Jha (परमानन्द झा) ou Paramananda Jha est un homme d'État népalais, né le 17 juin 1944 ancien juge à la Cour suprême. Le 19 juillet 2008, il est élu à la vice-présidence de la République démocratique fédérale du Népal dont il est la première personne à occuper le poste. Il avait été le candidat du Forum des droits du peuple madhesi, Népal. Le 21 juillet 2008, l'Assemblée constituante élit le nouveau chef de l'État en la personne de Ram Baran Yadav, 1er président de la République.